# Tomasz Pisarczyk
Tomasz Pisarczyk (ur. 6 lipca 1985) – polski koszykarz, występujący na pozycjach silnego skrzydłowego lub środkowego, obecnie występuje w zespole KKS Tur Basket Bielsk Podlaski.
Brat Wojciecha Pisarczyka.

## Przebieg kariery
- 2000-2003: MKK MDK Kielce
- 2003-2004: GKS Puchacz Nowiny
- 2004-2008: Polonia Warszawa
- 2008-2009: Sokół Łańcut
- 2009-2010: ŁKS Łódź
- 2010-2011: Siarka Tarnobrzeg[2]
- 2011-2012: RosaSport Radom
- 2012-2013: MKS Znicz Basket Pruszków
- 2013-2016: Sokół Łańcut
- od 2016: KKS Tur Basket Bielsk Podlaski

## Osiągnięcia
- Brązowy medalista mistrzostw Polski (2005)
- Wicemistrz Polski juniorów starszych (2004)
- Uczestnik:
  - konkursu wsadów PLK (2005)
  - meczu gwiazd I ligi (2010)[3]
- awans z zespołem Siarki Tarnobrzeg do PLK (2010)
- Lider I ligi w blokach (2009, 2014)